# 280 aC
El 280 aC va ser un any del calendari romà prejulià. A la República i a l'Imperi Romà es coneixia com l'Any del Consolat de Leví i Coruncani (o també any 474 ab urbe condita). La denominació «280 aC» per a aquest any s'ha emprat des de l'edat mitjana, quan el calendari Anno Domini va ser el mètode prevalent a Europa per a anomenar els anys.

## Esdeveniments

### Àsia Menor
- Antíoc I Soter, rei de l'Imperi Selèucida, entra amb un exèrcit a Capadòcia i destrona al rei Ariaramnes II, que ha de fugir a Armènia, on rep el suport del rei Orontes III.[2]

### Antiga Grècia
- Aristarc de Samos proposa el primer model heliocèntric i estima el radi de la Lluna.[a][3]
- Invasió celta dels Balcans. Un gran exèrcit d'uns 85.000 guerrers,[4] que havia sortit de Pannònia marxa cap al sud.[5] Una divisió, comandada per Brennus s'enfronta als peonis i una altra, que dirigeix Bolgios, entra a Macedònia i Il·líria, i s'ajunta amb Brennus.[6]
- Patres, Dime, Tritea i Fares renoven la Lliga Aquea.[7]

### Sicília
- Fíntias, tirà d'Acragant, funda la ciutat de Fincíada per mostrar el seu poder, i hi porta tots els habitants de Gela, ciutat que havia destruït.[8]

### Antiga Roma
- Aquest any són elegits cònsols Publi Valeri Leví i Tiberi Coruncani.[9]
- Tiberi Coruncani va a Etrúria i derrota els habitants de Volsinii i Volci. Per aquestes victòries obté els honors del triomf, que celebra al començament de l'any següent.[9]
- Valeri Leví va al sud d'Itàlia i pren la direcció de la guerra contra Pirros rei de l'Epir que havia desembarcat feia poc a Tàrent a petició dels tarentins. Els dos exèrcits acampen a les parts oposades del riu Siris. Leví, va mostrar a un espia capturat la força i l'armament dels romans i el va reenviar a Pirros dient que si volia conèixer les tàctiques militars dels romans que anés al campament de Leví per veure-ho. Pirros, sabent que els romans eren molt superiors, ataca i derrota les legions de Leví en la batalla d'Heraclea. Els romans supervivents esperen la nit i fugen a una ciutat propera, segurament Venúsia.[10]
- A la batalla d'Heraclea hi van tenir un paper decisiu dels elefants, i va acabar amb la mort d'entre 7.000 i 15.000 romans, d'entre 4.000 i 13.000 baixes gregues i la victòria de Pirros. Aquesta batalla dona inici a les Guerres pírriques (280 aC-275 aC).[11]